# トラック・システム

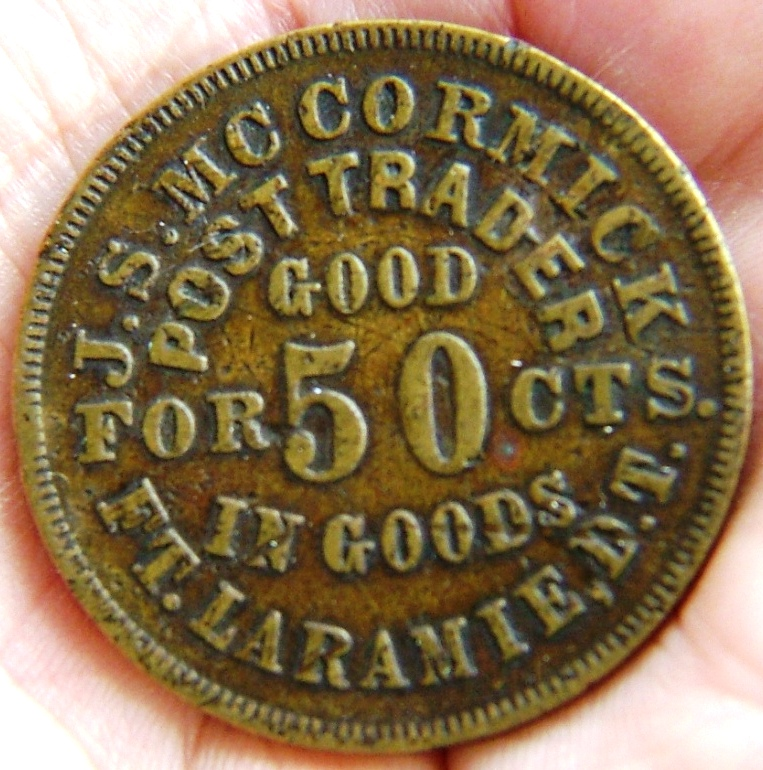
ダコタ準州のフォート・ララミーで使用された、50セント相当の「貨幣類似物」

トラック・システム（英：Truck wages ）とは、賃金の支払い形態の一つ。法定流通貨幣（通貨）ではなく「貨幣類似物」で賃金を支払う。

## 概要

長崎県端島で使用された、1000円および500円相当の「貨幣類似物」（1961年発行）。三菱のエンブレムと端島砿経理係の信用に基づき、少なくとも島内（全域が三菱鉱業の社有地）においては「通貨」として機能した。

経営者は労働者に対し、日本円や米ドルと言った通貨の代わりに、例えば
- 信用貨幣（クレジット） - 政府や中央銀行が自身の信用に基づいて発行した「通貨」とは別に、企業が自身の信用に基づいて発行した「貨幣」で、企業の信用がある地域においては相応の通用力を持つ
- 伝票（バウチャー） - 少なくともカンパニーストアにおいて、伝票に記載された商品（石炭、砂糖など）と兌換することができ、また企業の支配地域においては伝票に記載された数字と同額の貨幣としての価値も持つことが期待される（例えば石炭拾斤券＝10銭相当など）
- 企業通貨（カンパニー・スクリップ） - 政府に代わって現地を支配する企業が発行した「貨幣」。企業の支配地域においては法定通貨に代わる事実上の「通貨」として機能する（例えばディズニーランド内では1ディズニードル＝1米ドル相当など）
- 商品引換券（商品券） - 少なくともカンパニーストアにおいて、引換券に記載された価格と同額分の商品と引き換えることができ、また企業の支配地域においては引換券に記載された価格と同額の貨幣としての価値も持つことが期待される（例えば商品券拾銭券＝10銭相当など）
- 代用貨幣（トークン） - 「法定通貨が不足している」「風営法」などの理由で、企業が代わりに発行した、代用の貨幣。少なくともカンパニーストアにおいては同額面の通貨と同様に使える（例えば遊技機のメダルなど）

などの「貨幣類似物」を賃金として支払う。
「カンパニーストア（売勘場）」とは、労働者が働いている企業が経営している小売店であり、労働者が必要なものは何でもそろう。労働者が賃金としてもらう「貨幣類似物」は、少なくともカンパニーストアにおいては通貨と同等の価値を持ち（例えば1クレジット＝1円相当など）、有体物（物品）または無体物（サービス）などの商品と交換できる。
「トラック・システム」の「Truck」とは「交換」を意味する昔の英単語で、現代英語の「exchange」または「barter」に相当する。
日本では1947年施行の労働基準法第24条1項において、「賃金は、通貨で、直接労働者に、その全額を支払わなければならない」と定められており、通貨以外の物で賃金を支払うことは禁止されている。また、企業が紙幣に類似した証券を発行することは、1906年施行の紙幣類似証券取締法で禁止されている。

## トラック・システムと搾取
「雇用者が労働者に対し、労働の対価として『貨幣類似物』を支払い、労働者は『貨幣類似物』を介して雇用者から使用価値（商品、食料、住居など）の提供を受ける」と言うシステムは、「雇用者が労働者に対し、労働の対価として『貨幣』（賃金）を支払い、労働者は『貨幣』を支払って使用価値を購入する」と言うシステムと同等の物を提供するので、一見では公平・自由・合法な交換に見えるかもしれない。しかし「トラック・システム」は、経営者が労働者を搾取したり騙したりする慣行の一つと考えられており、多くの国々では労働法で明確に禁止されている。イギリスでも1831年施行の「トラック･アクト」で禁止されている 。
まず、労働の対価として支払われる「貨幣類似物」は、同じ仕事をしたときに支払われるであろう日本円などの「通貨」と比較すると、価値が明らかに低い。
また、「貨幣類似物」は労働者の収入の使い方を制限するため、望ましくないと考えられている。例えば、その労働者に対して独占的に商品を供給する、商品の価格が不当に高く吊り上げられた「カンパニーストア」でのみ使用が可能である場合が多い。したがってトラック・システムにおいては、労働者は企業が経営する独占的小売業者に生活必需品を依存するようになり、企業に債務を負わされるように仕向けられ、ついには強制労働の従事者となるような、閉鎖的な経済システムに依存していると考えられる。

## 歴史
トラック・システムは、世界の様々な地域で長期にわたって存在して来た。

### イギリス
イギリスでは18世紀から19世紀初めかけて広く普及した。 トラック・システムを阻止するために1831年に法律（トラック・アクト）が制定されたにもかかわらず、20世紀に至るまでトラック・システムが存続していた。 1827年に起訴されたマンチェスターの製綿業者の例では、ある労働者は、9ヶ月間に給与をたった2シリング（日本円にすると20円くらい）しか受け取っておらず、残りの「給与」は「会社の出納係をしている雇用者の娘から現物支給で受け取るように」とのことであった。
イギリスでは、トラック・システムは「トミー・システム」と呼ばれることもあった。『ブルーワー英語故事成語大辞典』の1901年版は、「トミー・システム」について以下のように記す。

賃金の一部を店の利益のために消費するであろう労働者に対して、賃金が支払われる場所。「トミー」とは労働者が自身のハンカチの中に包み込んだパン、小銭の束、食品などを意味する。それは同時に、お金の代わりに現物支給することを意味する。

農業改革を訴える政治活動家であるウィリアム・コベット（William Cobbett）は、彼の著書『農村騎行』の「Midland Tour」において、 ウォルバーハンプトンとシュルーズベリーにて「the truck or tommy system」が実施されていると報告している。 彼は「トミー・システム」の理屈を以下のように描写している。

「トミー・システム」の運用方法はこんな感じだ：ご主人が100人の男を雇っているとしよう。その100人の男は、それぞれ週に1ポンド稼ぐとしよう…想像してくれ。これは鉄鋼業界に限った話ではなく、他にも同じような例はマジでいくらでも記述できるわけだが。で、合計100ポンドになるが、男たちは食い物、飲み物、衣類、寝具、燃料、家賃やらで毎週100ポンドを全額使ってしまう。さて、ご主人は、自分の商売が急激に下り坂になっているのに気が付いたが、同時に毎週100ポンド支払うためにお金を必要としている。しかしその100ポンドの金はすぐに出ていき、肉屋、パン屋、服飾店、帽子屋、靴屋、そしてその他の様々な店の店長の所に行ってしまうわけだ。そいつら店長が平均して売価の30%の利益を得ることを、ご主人は知っている。そしてご主人は決断した、「その30%を俺によこせ」。店長として週に30ポンド稼ぐということは、年間だと1560ポンドだ。こういうわけで、ご主人はトミー・ショップを設立した。労働者が欲しい必需品は何でもある大きな店、ただし酒と宿泊所は除く。

コベットはトミー・システム「それ自体」にはおかしな点は何もないと考えたが、「ただ一つの問題は、この『トミー・ショップの独占供給』というシステムにおいて、主人が自分の店の商品の価格を、他の普通の店よりも高額に設定するかどうかだ」と記している。しかし、この「約束された市場」を与えられた主人が、トミー・システムを濫用しないという保証はどこにもない。
一方でコベットは、地方の地域においては、小売商人が実質的に市場を独占していることを指摘している。

私はしばしば、小売業者の抑圧がもたらす残酷な影響と、その結果として起こる田舎の小売商人たち収奪の大きさを観察しなければならなかった。それを反映して、これらの小売商人は、イギリスの全ての労働者に対し、借金を背負う状態を常に強いている。労働者たちの賃金に対して平均して5-6週間分の抵当を背負わせていて、好きな時に言い値で金をゆすり取っている。

### アメリカ
アメリカの建国初期は国の公式通貨としての紙幣の流通が無く、また硬貨も不足していたため、トラック・システムが行われた。流通した主な「貨幣類似物」は銀行券であった。 銀行券は同額の金貨・銀貨と比べて割安であり（例えば5ドル紙幣を4.50ドル分の硬貨で交換するなど）、その割引額は発行銀行の財務力と銀行からの距離に依存した。米英戦争に伴う金融危機で多くの銀行が破綻し、その銀行券は紙屑になった。
1947年のヒット曲『16トン』（"Sixteen Tons"）の主人公は、天国から迎えに来た聖ペテロにこう弁明している「俺は行けない。俺の魂はカンパニーストアに質入れしてるんだ」（"I can't go; I owe my soul to the company store"）。

## 日本におけるトラック・システム
日本においても「トラック・システム」は有効に使われたが、1916年（大正5年）施行の工場法と、1947年施行の労働基準法において禁止された。

### 炭鉱札
日本では明治から大正にかけての炭坑で主に採用されており、「山札」「斤券」「炭坑切符」、あるいは単に「切符」とも呼ばれる「貨幣類似物」が使われていた。これらはいずれも、現在では「炭鉱札」と呼ばれている。
「炭坑札」は、通貨との交換を約束する「信用券」と、物品等と引き換える「商品券」とに分けられる。同額の日本円と兌換可能であるとは言え、実際はなかなか引き換えることができず、労働者の逃亡を防ぐ役割も果たした。
筑豊石炭鉱業組合では福岡鉱務署の指導に従い、1919年（大正8年）より賃金を通貨で支払うようになったが、実際は1955(昭和30年)頃まで炭鉱札が使われ続けた。

### 大東島紙幣
島全域が製糖会社に支配されていた大東島では、砂糖と兌換可能な「大東島紙幣」と呼ばれる「物品引換券」を事実上の通貨として用いたトラック・システムが施行されていた。